# 1949년 대한민국 국회부의장 보궐선거
1949년 제헌 국회 부의장 보궐선거는 김약수 국회부의장의 사퇴로 공석이 된 국회부의장을 선출하기 위해 1949년 7월 4일에 실시되었다.
선거 결과 윤치영 일민구락부 의원이 국회부의장에 선출되었다.

## 선거 제도
국회의장 및 국회부의장 선거에서 당선자는 재적 의원 2/3 이상의 출석과 출석 의원 과반수의 찬성으로 결정하도록 되어있었다. 만약 1차 투표 결과 과반을 득표한 후보가 없을 시 2차 투표를 해야 했으며, 2차 투표에서도 과반을 득표한 후보가 없을 시 상위 득표자 2인에 대하여 결선 투표를 실시해 최다 득표자를 당선자로 하도록 되어 있었다.

## 배경
1949년 6월 25일, 검찰은 국회 프락치 사건 연루 의혹을 받고 도주 중에 있던 김약수 국회부의장을 국가보안법 위반 혐의로 체포하였다. 이후 김약수 부의장은 6월 30일 자신을 면회하러 온 신익희 의장에게 자신은 상황상 부의장으로서의 직무를 수행할 수 없으니 사임을 하지 않을 수 없다며, 정식으로 사임서를 작성하기 어려우므로 구두로 사의를 표하겠다고 말했다. 신익희 의장은 7월 2일 국회 본회의에서 김약수 부의장의 뜻을 전했으며, 이에 대해 거수 표결을 실시한 결과 재석 의원 124명 중 99명이 찬성하고 25명이 기권하여 김약수 부의장의 사임은 가결되었다. 따라서 공석이 된 1석의 국회부의장직에 대한 보궐선거가 치러지게 되었다.
당시 원내 제1당은 70여석을 차지하고 있던 민주국민당이었으며, 제2당은 50여석의 일민구락부, 제3당은 20여석의 대한노농당이었다. 그 외에도 다수의 군소 단체들과 무소속 의원들이 존재하고 있었다. 따라서 국회부의장 선거 역시 민국당과 일민구의 대결로 좁혀질 것으로 보여졌으나, 신익희 의장과 김동원 부의장이 둘 다 민국당 소속이란 점을 고려해 민국당에서 선거를 일민구 측에 양보할 가능성도 제기되었다. 이럴 경우에는 일민구 측과 동성회, 신정회, 이정회 등 소장파 단체들 간에 경쟁이 벌어질 것으로 보여졌다.

## 선거 결과
서울특별시 중구 지역구의 윤치영 일민구락부 의원이 당선되었다.
| 후보     | 소속       | 1차 투표 | 1차 투표 | 2차 투표 | 2차 투표 | 결선 투표 | 결선 투표 | 비고 |
| 후보     | 소속       | 득표     | %        | 득표     | %        | 득표      | %         | 비고 |
| -------- | ---------- | -------- | -------- | -------- | -------- | --------- | --------- | ---- |
| 윤치영   | 일민구락부 | 22       | 13.4     | 37       | 22.4     | 91        | 54.5      | 당선 |
| 지대형   | 민주국민당 | 50       | 30.5     | 57       | 34.5     | 72        | 43.1      |      |
| 박순석   | 일민구락부 | 27       | 16.5     | 24       | 14.5     | -         | -         |      |
| 이인     | 무소속     | 18       | 11.0     | 17       | 10.3     | -         | -         |      |
| 오석주   | 신정회     | 19       | 11.6     | 16       | 9.7      | -         | -         |      |
| 곽상훈   | 일민구락부 | 13       | 7.9      | 4        | 2.4      | -         | -         |      |
| 신성균   | 대한노농당 | 8        | 4.9      | 3        | 1.8      | -         | -         |      |
| 노일환   | 민주국민당 | 0        | -        | 1        | 0.6      | -         | -         |      |
| 이훈구   | 대한노농당 | 2        | 1.2      | 1        | 0.6      | -         | -         |      |
| 임영신   | 일민구락부 | 1        | 0.6      | 1        | 0.6      | -         | -         |      |
| 최창섭   | 일민구락부 | 0        | -        | 1        | 0.6      | -         | -         |      |
| 김명동   | 신정회     | 1        | 0.6      | 0        | -        | -         | -         |      |
| 기권     | 기권       | 3        | 1.8      | 3        | 1.8      | 4         | 2.4       |      |
| 총투표수 | 총투표수   | 164      | 100      | 165      | 100      | 167       | 100       |      |